# 柳井発電所
柳井発電所（やないはつでんしょ）は、山口県柳井市柳井字宮本塩浜1578-8にある中国電力の天然ガス火力発電所。

## 概要
1992年12月に1号系列が運転を開始、2号系列までが建設された。環境負荷の少ない天然ガスを使用しガスタービンと蒸気タービンを組み合わせた、高効率コンバインドサイクル発電方式を採用した。さらに2号系列では1,300℃級ガスタービンを採用、日本初の改良型コンバインドサイクル発電方式を採用した。
なお、1号系列は熱効率向上のため、ガスタービンのリプレース工事を2010年12月より実施、2015年3月27日に全軸のリプレースが完了した。これにより1,100℃級から1,250℃級に変更、熱効率が43.32%から47.4%に向上した。
近年は夏季・冬季の重負荷期などに１０軸を稼働させる機会が増え、届出出力を超過しないよう出力を制御し運転しており、需給変動への対応力を増やすため、2021年12月25日よりLNG気化器で安定的に運転可能な153万9千キロワットまで届出出力を引き上げるため運用変更を実施している。環境アセスメントは設備の最大能力を考慮し154万2千キロワットで実施しているため、環境面への影響は少ないという。

## 発電設備
- 総出力：153.9万kW[3]

1号系列
発電方式：1,250℃級コンバインドサイクル発電(Combined Cycle)方式
定格出力：70万kW（12.5万kW × 6軸）*
ガスタービン：8万2,780kW × 6軸
蒸気タービン：4万2,220kW × 6軸
使用燃料：LNG
熱効率：47.4%（高位発熱量基準）
営業運転開始：1992年（平成4年）12月
ガスタービン更新：2015年（平成23年）3月27日
* 出力変更前の数値。定格出力は外気温20度時の出力で、ユニットの出力は5度時のスペックを記載。低温時には全軸を合計して最大70万kWとなるよう運転されていた。
2号系列
発電方式：1,300℃級改良型コンバインドサイクル発電(Advanced Combined Cycle)方式
定格出力：70万kW（19.8万kW × 4軸）*
ガスタービン：12万5,400kW × 4軸
蒸気タービン： 7万2,600kW × 4軸
使用燃料：LNG
熱効率：46.09%（高位発熱量基準）
営業運転開始：1996年（平成8年）1月
*  出力変更前の数値。定格出力は外気温35度時の出力で、ユニットの出力は5度時のスペックを記載。低温時は全軸を合計して最大70万kWとなるよう運転されていた。